# Oliver Ehret
Oliver Ehret (* 16. Juli 1964) ist ein baden-württembergischer Kommunalpolitiker der CDU und war von 2005 bis 2013 Oberbürgermeister der Stadt Singen (Hohentwiel).
Oliver Ehret wurde 1994 zum Bürgermeister der Stadt Mühlheim an der Donau gewählt und gehörte seit 1999 dem Kreistag des Landkreises Tuttlingen an. Seit 1999 war er ebenfalls Vorsitzender des Gemeindeverwaltungsverbandes Donau-Heuberg. 2005 trat er als Oberbürgermeisterkandidat in Singen an und setzte sich im zweiten Wahlgang mit 49,7 % der abgegebenen Stimmen gegen Verena Göppert durch, die von der SPD, Bündnis 90/Die Grünen und den Freien Wählern unterstützt wurde.
Am 30. Juni 2013 trat er zur Wiederwahl als Oberbürgermeister in Singen an: Mit 49,9 Prozent erreichte er zwar mehr Stimmen als sein Stellvertreter Bernd Häusler (ebenfalls CDU) mit 48,5 Prozent und als der dritte Kandidat Thomas Köstler mit 1,5 Prozent, verfehlte aber die nötige absolute Mehrheit knapp. Im zweiten Wahlgang am 14. Juli unterlag Ehret bei knapp 48 % Wahlbeteiligung mit 49,8 % gegen seinen Herausforderer Häusler (50,2 %). Die Oberbürgermeisterwahl 2013 in Singen war die erste Kommunalwahl mit Wahlberechtigung für 16- und 17-Jährige in Baden-Württemberg.
Inzwischen ist er Geschäftsführer des Kreisverbands Tuttlingen des Deutschen Roten Kreuz.